# Бен Схвітерс
Бен Схвітерс (нід. Ben Schwietert, 16 лютого 1997) — нідерландський плавець.
Учасник Олімпійських Ігор 2016 року.
Призер Чемпіонату світу з водних видів спорту 2017 року.
Чемпіон Європи з водних видів спорту 2016 року.
Призер Чемпіонату Європи з плавання на короткій воді 2015 року.